# Cuba Gooding junior

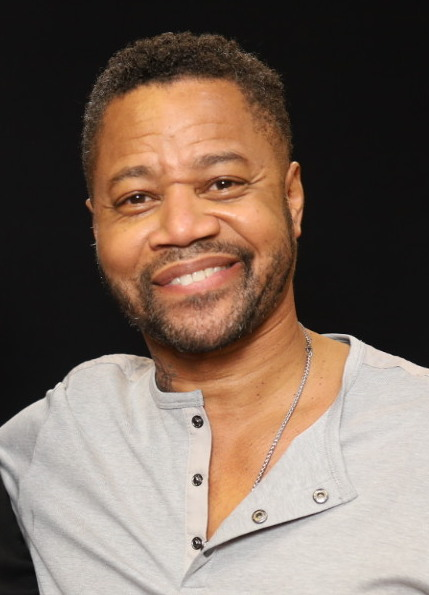
Cuba Gooding junior (2022)

Cuba M. Gooding junior (* 2. Januar 1968 in der Bronx, New York City) ist ein US-amerikanischer Schauspieler und Oscar-Preisträger.

## Leben und Karriere
Gooding junior ist der Sohn von Cuba Gooding senior (1944–2017), dem Sänger der US-amerikanischen R&B-Band The Main Ingredient und älterer Bruder von Omar Gooding. Den Zusatz Jr. verwendet er, um nicht mit seinem Vater verwechselt zu werden. Seine Mutter Shirley Gooding war Background-Sängerin der Sweethearts. Gooding Jr. ist seit März 1994 verheiratet und hat mit seiner Frau zwei Söhne (* 1994, * 1996) und eine Tochter (* 2005).
Gooding Jr. erlernte asiatische Kampftechniken, bevor er sich für die Schauspielerei entschied. Durch kleine Rollen in Polizeirevier Hill Street und MacGyver machte er auf sich aufmerksam, bis er 1991 durch Boyz n the Hood bekannt wurde. Seinen endgültigen Durchbruch erlebte Gooding Jr. 1996 mit seiner Rolle in Jerry Maguire – Spiel des Lebens, die ihm einen Oscar als bester Nebendarsteller einbrachte. Bislang war er in mehr als 80 Film- und Fernsehproduktionen zu sehen. 
1999 produzierte Gooding Jr. den Film A Murder of Crows – Diabolische Versuchung. Mit Bayou Caviar aus dem Jahr 2018 gab er sein Regiedebüt.
Die deutsche Standardsynchronstimme von Gooding Jr. ist Dietmar Wunder.
Im Jahr 2019 stellte sich Gooding junior der Polizei, nachdem eine Frau Belästigungsvorwürfe erhoben hatte. Daraufhin wurden Verhaltenskurse für ihn angeordnet. Zahlreiche weitere Frauen meldeten sich mit Anschuldigungen (in einem Fall wegen Vergewaltigung). Die meisten mutmaßlichen Vorfälle waren allerdings verjährt. Im Jahr 2022 musste er sich wegen eines Falles sexueller Belästigung vor Gericht verantworten und war geständig, eine Frau gegen deren Willen im Jahr 2018 geküsst zu haben.

## Filmografie (Auswahl)

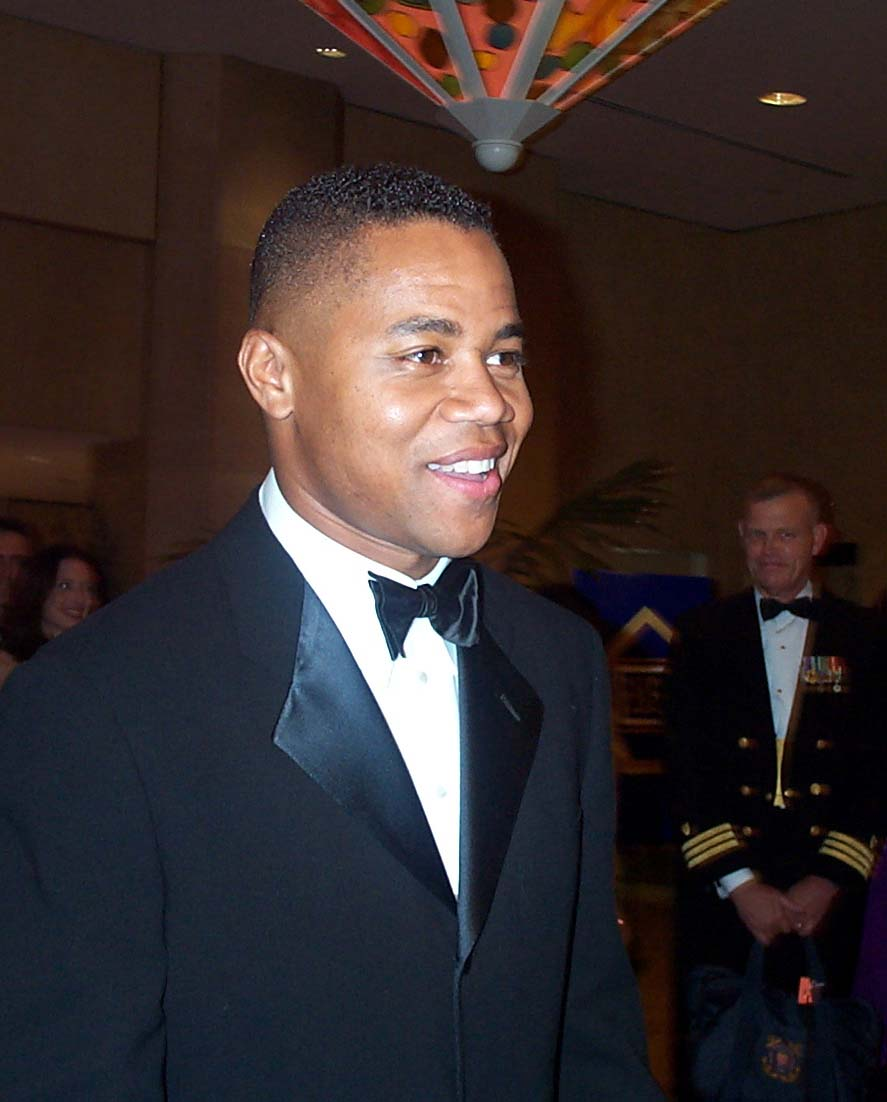
Gooding junior in Beverly Hills (2000)

- 1986–1987: Polizeirevier Hill Street (Hill Street Blues, Fernsehserie, 2 Folgen, verschiedene Rollen)
- 1988: Der Prinz aus Zamunda (Coming to America)
- 1989: Sing – Die Brooklyn-Story (Sing)
- 1989–1991: MacGyver (Fernsehserie, 4 Folgen)
- 1991: Boyz n the Hood – Jungs im Viertel (Boyz n the Hood)
- 1992: Dark Justice (Judgement)
- 1992: Eine Frage der Ehre (A Few Good Men)
- 1992: Fäuste – Du mußt um Dein Recht kämpfen (Gladiator)
- 1993: Das Kainsmal des Todes (Daybreak, Fernsehfilm)
- 1993: Judgment Night – Zum Töten verurteilt (Judgment Night)
- 1994: Lightning Jack
- 1994: Explosiv – Blown Away (Blown Away)
- 1995: Outbreak – Lautlose Killer (Outbreak)
- 1995: Die andere Mutter (Losing Isaiah)
- 1995: Die Ehre zu fliegen (The Tuskegee Airmen, Fernsehfilm)
- 1996: Jerry Maguire – Spiel des Lebens (Jerry Maguire)
- 1997: Besser geht’s nicht (As Good as It Gets)
- 1998: Hinter dem Horizont (What Dreams May Come)
- 1999: A Murder of Crows – Diabolische Versuchung (A Murder of Crows)
- 1999: Instinkt (Instinct)
- 1999: Der Chill Faktor (Chill Factor)
- 2000: Men of Honor
- 2001: Pearl Harbor
- 2001: Rat Race – Der nackte Wahnsinn (Rat Race)
- 2001: Shadows of Death: Im Fadenkreuz der Mafia (In the Shadows)
- 2001: Zoolander
- 2002: Boat Trip
- 2002: Snowdogs – Acht Helden auf vier Pfoten (Snow Dogs)
- 2003: Fighting Temptations (The Fighting Temptations)
- 2003: Sie nennen ihn Radio (Radio)
- 2004: Die Kühe sind los (Home on the Range, Stimme)
- 2005: Dirty
- 2005: Shadowboxer
- 2006: End Game
- 2006: Lightfield’s Home Videos
- 2007: What Love Is
- 2007: Norbit
- 2007: American Gangster
- 2007: Der Kindergarten Daddy 2: Das Feriencamp (Daddy Day Camp)
- 2008: Hero Wanted – Helden brauchen kein Gesetz (Hero Wanted)
- 2008: Harold
- 2008: Linewatch
- 2009: Way of War
- 2009: Begnadete Hände – Die Ben Carson Story (Gifted Hands: The Ben Carson Story, Fernsehfilm)
- 2009: The Devil’s Tomb
- 2009: Lies & Illusions
- 2009: Hardwired
- 2009: Wrong Turn at Tahoe
- 2011: Ticking Clock
- 2011: The Hit List
- 2011: Sacrifice – Tag der Abrechnung (Sacrifice)
- 2012: Red Tails
- 2012: Last Bullet – Showdown der Auftragskiller (One in the Chamber)
- 2013: Machete Kills
- 2013: Der Butler (The Butler)
- 2013: Life of a King
- 2014: Selma
- 2014: Freiheit (Freedom)
- 2015: The Book of Negroes (Miniserie)
- 2015: Forever (Fernsehserie, 3 Folgen)
- 2016: American Crime Story (Fernsehserie)
- 2016: American Horror Story (Fernsehserie, Folgen 6x01–6x10)
- 2018: Bayou Caviar – Im Maul des Alligators (Bayou Caviar)
- 2020: Life in a Year
- 2023: The Weapon
- 2024: Skeletons in the Closet
- 2024: Angels Fallen: Warriors of Peace
- 2024: The Firing Squad

## Auszeichnungen & Nominierungen
| Jahr | Award                                          | Kategorie | Film                                                   | Ergebnis    |
| ---- | ---------------------------------------------- | --- | ------------------------------------------------------ | ----------- |
| 1992 | ShoWest Convention                             | Newcomer des Jahres | Einzelpreis                                            | Gewonnen    |
| 1996 | NAACP Image Award                              | Bester Nebendarsteller | Outbreak – Lautlose Killer                             | Nominierung |
| 1997 | NAACP Image Award                              | Bester Hauptdarsteller | Jerry Maguire – Spiel des Lebens                       | Nominierung |
| 1997 | Golden Globe                                   | Bester Nebendarsteller | Jerry Maguire – Spiel des Lebens                       | Nominierung |
| 1997 | Oscar                                          | Bester Nebendarsteller | Jerry Maguire – Spiel des Lebens                       | Gewonnen    |
| 1997 | Broadcast Film Critics Association             | Bester Nebendarsteller | Jerry Maguire – Spiel des Lebens                       | Gewonnen    |
| 1997 | Chicago Film Critics Association Awards        | Bester Nebendarsteller | Jerry Maguire – Spiel des Lebens                       | Gewonnen    |
| 1997 | Screen Actors Guild Awards                     | Bester Nebendarsteller | Jerry Maguire – Spiel des Lebens                       | Gewonnen    |
| 1997 | Satellite Awards                               | Bester Nebendarsteller – Comedy oder Musical                                                                                           | Jerry Maguire – Spiel des Lebens                       | Gewonnen    |
| 1997 | Blockbuster Entertainment Awards               | Lieblingsnebendarsteller – Comedy/Romantik                                                                                             | Jerry Maguire – Spiel des Lebens                       | Gewonnen    |
| 1997 | American Comedy Awards                         | Lustigster Nebendarsteller | Jerry Maguire – Spiel des Lebens                       | Gewonnen    |
| 1997 | ShoWest Convention                             | Nebendarsteller des Jahres | Einzelpreis                                            | Gewonnen    |
| 1998 | Satellite Awards                               | Bester Nebendarsteller – Comedy oder Musical                                                                                           | Besser geht’s nicht                                    | Nominierung |
| 1999 | Blockbuster Entertainment Awards               | Lieblingsnebendarsteller – Drama/Romantik                                                                                              | Hinter dem Horizont                                    | Gewonnen    |
| 2001 | NACCP Image Award                              | Bester Schauspieler | Men of Honor                                           | Nominierung |
| 2001 | Black Reel Awards                              | Bester Schauspieler | Men of Honor                                           | Nominierung |
| 2001 | BET Awards                                     | Bester Schauspieler | Men of Honor                                           | Nominierung |
| 2004 | Goldene Himbeere                               | Schlechtester Schauspieler | Fighting Temptations, Sie nennen ihn Radio & Boat Trip | Nominierung |
| 2004 | NACCP Image Award                              | Bester Schauspieler | Sie nennen ihn Radio                                   | Gewonnen    |
| 2005 | Character and Morality in Entertainment Awards | Camie | Sie nennen ihn Radio                                   | Gewonnen    |
| 2006 | Black Movie Awards                             | Bester Hauptdarsteller | Shadowboxer                                            | Nominierung |
| 2008 | Goldene Himbeere                               | Schlechtester Schauspieler | Der Kindergarten Daddy 2: Das Feriencamp & Norbit      | Nominierung |
| 2008 | Screen Actors Guild Awards                     | Bestes Schauspielensemble (mit Denzel Washington, Russell Crowe, Chiwetel Ejiofor, Josh Brolin, Lymari Nadal, Ted Levine und Ruby Dee) | American Gangster                                      | Nominierung |
| 2010 | Screen Actors Guild Awards                     | Bester Hauptdarsteller – Fernsehfilm oder Mini-Serie                                                                                   | Gifted Hands: The Ben Carson Story                     | Nominierung |
| 2010 | NACCP Image Awards                             | Bester Schauspieler – Fernsehfilm, Mini-Serie oder Dramaspezial                                                                        | Gifted Hands: The Ben Carson Story                     | Gewonnen    |
| 2014 | NACCP Image Awards                             | Bester Nebendarsteller | Der Butler                                             | Nominierung |